# U35
U35（うみこ）は日本のイラストレーター、漫画家、キャラクターデザイナー。アミューズメントメディア総合学院の2011年の卒業生。「うみこ」名義での活動経験もある。

## 作品

### イラスト
- 亜人ちゃんは語りたい コミックアンソロジー ガシガシ（表紙イラスト[3]）
- エクレア blanche あなたに響く百合アンソロジー[4]
- エクレア rouge あなたに響く百合アンソロジー[5]
- エクレア orange あなたに響く百合アンソロジー[6]
- くろタイツDEEP[7]

### 小説表紙・挿絵
- 進化の実〜知らないうちに勝ち組人生〜（著：美紅、モンスター文庫、2014年9月 - 2022年12月、全15巻）
- 六年四組ズッコケ一家（著：山中恒、角川つばさ文庫、2013年8月）
- あばれはっちゃく（著：山中恒、角川つばさ文庫、2014年8月 - 9月、全2巻）
- おいしいサンドイッチの作り方 スタンバイタイム（著：やのゆい、ファミ通文庫、2014年12月）
- 俺の人生は神ゲーである！（著：末羽瑛、電撃文庫、2015年4月）
- 片恋パズル なぞの暗号と、ヒミツの気持ち（著：吉川英梨、集英社みらい文庫、2015年6月）
- あれは超高率のモチャ子だよ！（著：丹羽春信、角川スニーカー文庫、2015年7月）
- 漂流王国（著：玩具堂、角川スニーカー文庫、2016年1月 - 4月、全2巻）
- 都市伝説系彼女。～永遠子さん救済倶楽部～（著：おかざき登、ダッシュエックス文庫、2016年3月 - 6月、全2巻）
- ウォーエルフ・オンライン（著：長物守、GA文庫、2016年3月 - 8月、全2巻）
- お悩み解決！ズバッと同盟（著：吉田桃子、小学館ジュニア文庫、2016年9月 - 2017年6月、全2巻）
- たったひとつの君との約束（著：みずのまい、集英社みらい文庫、2016年10月 - 2019年6月、全9巻）
- 魔王さまと行く！ワンランク上の異世界ツアー！！（著：猫又ぬこ、HJ文庫、2016年10月 - 2017年10月、全4巻）
- モテなさすぎた俺は、とうとう人形に手を出した（著：手水鉢直樹、電撃文庫、2016年11月）
- おにぎりスタッバー（著：大澤めぐみ、角川スニーカー文庫、2016年12月）
- モノクローム・サイダー  あの日の君とレトロゲームへ（著：鯨武長之介、KADOKAWA、2017年2月）
- 君に恋をするなんて、ありえないはずだった（著：筏田かつら、宝島社文庫、2017年3月 - 2021年8月、全3巻）
- ひとくいマンイーター（著：大澤めぐみ、角川スニーカー文庫、2017年3月）
- 青春絶対つぶすマンな俺に救いはいらない。（著：境田吉孝、ガガガ文庫、2017年4月 - 2022年5月、全2巻）
- オレ、NO力者につき！（著：阿智太郎、電撃文庫、2017年5月）
- 未来日記 スクール・ナイトメア（著：月森みるく、魔法のiらんど文庫、2017年8月）
- 魔王は服の着方がわからない（著：長岡マキ子、監修：MB、富士見ファンタジア文庫、2017年10月 - 2018年2月、全2巻）
- 優雅な歌声が最高の復讐である（著：樹戸英斗、電撃文庫、2018年2月）
- 最強同士がお見合いした結果（著：菱川さかく、GA文庫、2018年2月 - 11月、全3巻）
- 君に恋をしただけじゃ、何も変わらないはずだった (著：筏田かつら、宝島社文庫、2018年3月)
- 未来のミライ（著：細田守、角川スニーカー文庫、2018年7月）
- 明日、きみのいない朝が来る（著：いぬじゅん、PHPジュニア文庫、2018年11月）
- 親友モブの俺に主人公の妹が惚れるわけがない（著：としぞう、PASH!ブックス、2019年5月 - 、既刊2巻）[8]
- それってパクリじゃないですか? 〜新米知的財産部員のお仕事〜（著：奥乃桜子、集英社オレンジ文庫、2019年10月）
- お隣さんと始める節約生活。電気代のために一緒の部屋で過ごしませんか？（著：くろい、富士見ファンタジア文庫、2019年11月 - 、既刊2巻）
- やはり俺の青春ラブコメはまちがっている。アンソロジー3(結衣side),4(オールスターズ)（ガガガ文庫、2020年4月）
- ダイブ・イントゥ・ゲームズ 1 ぼっちな俺とはじめての友達（著：佐嘉二一、レジェンドノベルス、2020年6月）
- 世々と海くんの図書館デート（著：野村美月、青い鳥文庫、2020年10月[9] - 2021年10月[10]、全5巻）
- 〆切前には百合が捗る（著：平坂読、GA文庫、2020年12月 - 、既刊2巻）[11]
- この恋を殺しても、君だけは守りたかった。（著：稲井田そう、スターツ出版文庫、2021年2月）
- リセット彼女がラブコメを思い出すまで（著：斎藤ニコ、角川スニーカー文庫、2022年7月）
- 朝比奈さんの弁当食べたい（著：羊思尚生、HJ文庫、2022年8月 - 、既刊3巻）
- 幼馴染彼女のモラハラがひどいんで絶縁宣言してやった 〜自分らしく生きることにしたら、なぜか隣の席の隠れ美少女から告白された〜（著：斧名田マニマニ、ダッシュエックス文庫、2022年11月 - 、既刊2巻）
- ティアムーン帝国物語〜断頭台から始まる、姫の転生逆転ストーリー〜（著：餅月望、TOジュニア文庫、2022年11月 - 、既刊2巻）[12]
- 週に一度クラスメイトを買う話（著：羽田宇佐、富士見ファンタジア文庫、2023年2月 - 、既刊5巻）
- ふつおたはいりません! 〜崖っぷち声優、ラジオで人生リスタート!〜（著：結城十維、電撃の新文芸、2023年9月 - 、既刊2巻）
- ソレ、迷信ですから～～!!! 悪魔の証明、してみせます!?（著：やまもとふみ、ポプラキミノベル、2023年10月）
- 君に恋をするのは、いけないことですか (著：筏田かつら、宝島社文庫、2025年3月)

### 漫画
- FKSでいたいむ！（芳文社『まんがタイムきららMAX』2015年7月号 - 2015年8月号）[13]
- ブルーライン（『エクレア bleue あなたに響く百合アンソロジー』に収録、カバーイラストも担当[14]）
- マギアレコード 魔法少女まどか☆マギカ外伝 アナザーストーリー（芳文社『COMIC FUZ』2019年5月[15] - 連載中）

### キャラクターデザイン・原案
- ラピスリライツ 〜この世界のアイドルは魔法が使える〜[16]
- マギアレコード 魔法少女まどか☆マギカ外伝（青葉ちかのキャラクターデザイン[17]）
- 白い砂のアクアトープ[18]
- シンスメモリーズ 星天の下で[19]
- オメガラビリンス ライフ（フライとの連名）[20]
- 黄昏に潜む梟と、明け方の昴[21]